# Каширське (Калінінградська область)
Каширське (рос. Каширское) — селище Гур'євського міського округу, Калінінградської області Росії. Входить до складу Храбровського сільського поселення.
Населення — 172 особи (2015 рік).

## Населення
| 2002 | 2010 |
| ---- | ---- |
| 166  | ↗172 |